# 佞幸
佞幸，是東亞史書中称呼因谄媚得到宠幸的人物。《史记》、《漢書》、《宋史》、《金史》、《明史》有佞幸列传，《宋书》、《魏书》、《北齐书》、《南史》、《北史》有恩幸列传。

## 史记
邓通 赵谈 北宫伯子 韩嫣 李延年

## 漢書
邓通 赵谈 北宫伯子 韩嫣 李延年 石顯 淳于長 董賢

## 宋书
戴法兴 巢尚之 戴明宝 徐爰 阮佃夫 王道隆 杨运长

## 魏书
王叡 (北魏) 王仲兴 寇猛 趙脩 茹皓 赵邕 侯刚 郑俨 徐纥

## 北齐书
郭秀 和士开 穆提婆 高阿那肱 韩凤 韩宝业

## 南史
戴法兴 徐爰 徐希秀 阮佃夫 朱幼 寿寂之 王道隆 杨运长 纪僧真 纪僧猛 杨法持 刘系宗 茹法亮 吕文度 綦母珍之 杜文谦 徐龙驹 曹道刚 吕文显 茹法珍 梅虫儿 徐世檦 王咺之 周石珍 陆验 徐驎 司马申 施文庆 沈客卿 孔范 王瑳 王仪 沈瓘

## 北史
王睿 王仲兴 寇猛 赵修 茹皓 赵邕 侯刚 徐纥 宗爱 仇洛齐 段霸 王琚 赵默 孙小 张宗之 剧鹏 张祐 抱嶷 王遇 苻承祖 王质 李坚 秦松 白整 刘腾 贾粲 杨范 成轨 王温 孟栾 平季 封津 刘思逸 张景嵩 毛暢 郭秀 和士开 穆提婆 高阿那肱 韩凤

## 宋史
弭德超 侯莫陈利用 赵赞 王黼 朱勔 王继先 曾觌 龙大渊 张说 王抃 姜特立 谯熙载

## 金史
萧肄 张仲轲 李通 马钦 高怀贞 萧裕 胥持国

## 明史
纪纲 门达 逯杲 李孜省 继晓 江彬 许泰 钱宁 陆炳 邵元节 陶仲文 顾可学 盛端明

## 延伸阅读
[在维基数据编辑]
 《史記/卷125》，出自司馬遷《史記》
 《漢書》